# Sol Lesser
Sol Lesser (17 de fevereiro de 1890, Spokane, Washington – 19 de setembro de 1980, Hollywood) foi um produtor cinematográfico estadunidense que iniciou sua produção na era do cinema mudo, estendendo sua produção até a era sonora, nos anos 1950. Foi o proprietário da Sol Lesser Productions, companhia que foi creditada sob vários nomes e foi responsável pela produção de mais de 90 filmes entre 1913 e 1958. Notabilizou-se, também, por ter produzido grande parte dos filmes sobre o personagem Tarzan.

## Carreira
Nascido em Spokane, sua família se mudou para São Francisco na virada do século. Aos 16 anos, Lesser trabalhava como assistente de encanadores, quando o prédio em que ele trabalhava foi destruído pelo terremoto de 1906. Na época, seu pai era dono de um nickelodeon e Lesser aceitou um trabalho lá como vendedor de sorvetes.
Aos 17 anos, em 1907, herdou o nickelodeon em São Francisco após a morte de seu pai. O ambicioso adolescente criou, então, uma empresa de distribuição chamada All Star Features Exchange, e por volta de 1910, ele produziria seu primeiro filme. Aproveitando a grande expansão cinematográfica da época, essa sua primeira produção teve uma história interessante – enquanto estava morando em São Francisco, descobriu que as autoridades estavam prestes a limpar e fechar o distrito de Barbary Coast, uma área de casa de jogo, bares e bordéis. Ele pegou uma câmera e um amigo (o futuro cinegrafista de Hollywood Hal Mohr) e vagou pelo bairro, fotografando imagens de algumas das áreas de conhecidos estabelecimentos antes de eles serem fechados, e produziu um documentário de 10 minutos, um dos primeiros exemplos de cinema apelativo (na realidade, Barbary Coast não foi fechada até 1917). Depois das filmagens, Lesser intitulou o filme Last Night of the Barbary Coast (1913) e o vendeu para os cinemas; com o dinheiro, começou a comprar cinemas e logo teve sua própria corrente cinematográfica.
Ele também se aventurou em produção e se tornou dos pilares da First National. Em 1920, Lesser fundou os West Coast Theatres, em parceria com Abe e Mike Gore, e a vendeu em 1926.
Sol Lesser assinou um contrato com Jackie Coogan em 1922, e a dupla estabeleceu um dos maiores nomes de Hollywood; alguns sucessos de Coogan-Lesser incluem Oliver Twist e Peck's Bad Boy.

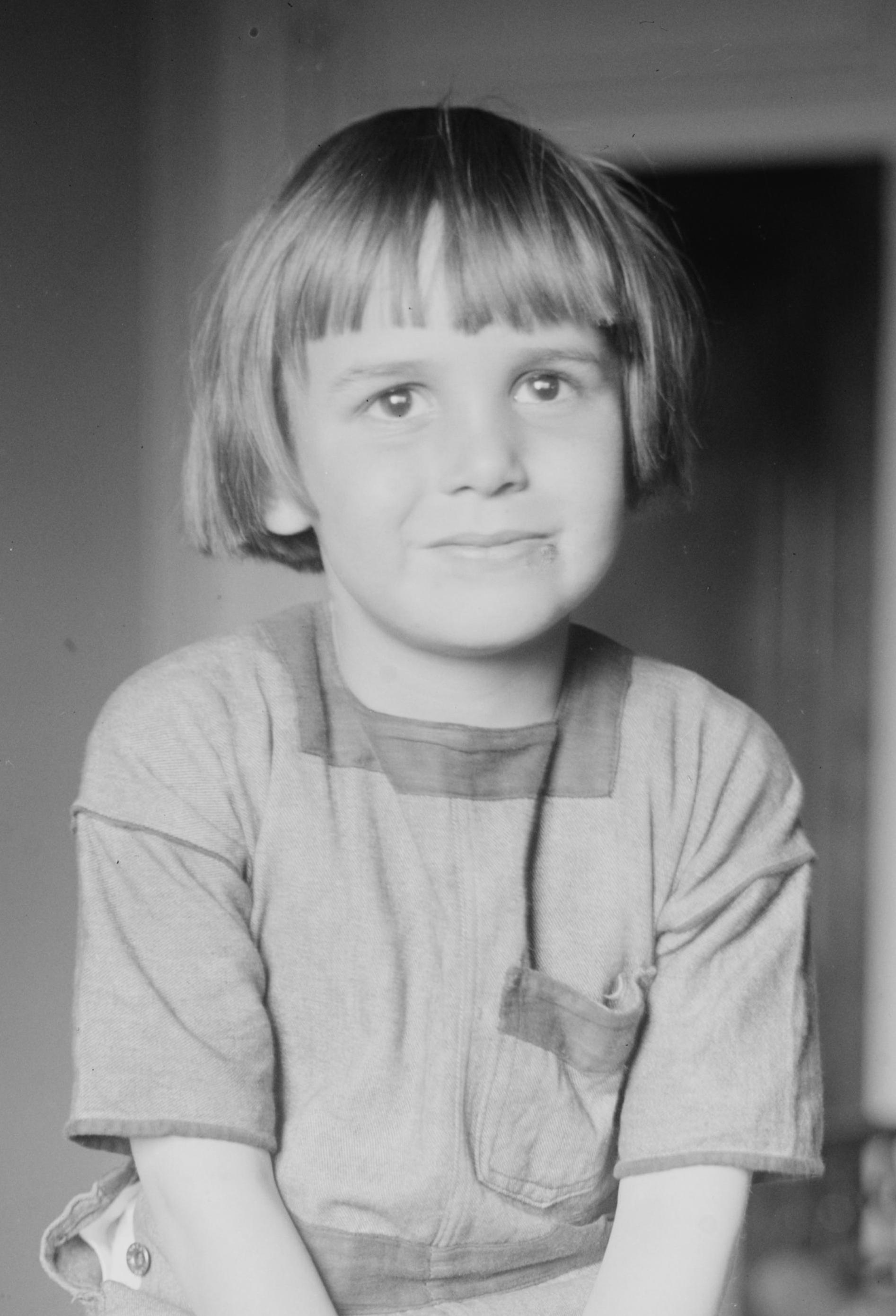
Jackie Coogan, que atuou no filme Oliver Twist, de 1922, produzido por Sol Lesser.

Lesser teve sucesso na transição da era silenciosa para a sonora, e voltou ao meio cinematográfico, fundando a companhia produtora Principal Pictures Corporation, além da distribuidora Principal Distributing Company, e entrou em produção cinematográfica em tempo integral na década de 1930, com a Principal Pictures Corp, concentrando-se principalmente em westerns de baixo orçamento e filmes sobre Tarzan. Suas produções geralmente tinham orçamentos mais elevados do que era o habitual nas produtoras independentes; Lesser foi capaz de produzir séries com estrelas de nome como Bela Lugosi, George OBrien e Bobby Breen. Filmes posteriores incluem Our Town (1940) e Stage Door Canteen (1943). No final de sua vida ele estava ativamente envolvido na restauração de muitas das suas primeiras produções.
Em 1933, Lesser produziu Thunder Over Mexico, uma compilação do filme de Sergei Eisenstein Que Viva México!, com a permissão de Upton Sinclair, que havia contratado o cineasta soviético e sua esposa.
Ele se juntou a RKO em 1941 como executivo responsável pela unidade de produção.
Em 1951, o documentário norueguês da RKO Kon Tiki, do qual foi o apresentador, ganhou um Oscar, e em 1952, foi reconhecido pela indústria como um dos mais condecorados produtores cinematográficos. Neste mesmo ano, ele renovou seus direitos sobre Tarzan por mais vinte anos.
Em 1960, Lesser foi convidado para dirigir um projeto ambicioso, a construção de um museu de memorabilia de Hollywood em um terreno de quatro hectares, perto de Hollywood Bowl. Por causa de uma série de contratempos, o projeto nunca foi realizado e a memorabilia foi armazenada. A área cultivada é agora um estacionamento. Mas nesse mesmo ano ele ganhou o Jean Hersholt Humanitarian Award, o Oscar, sem dúvida por causa de sua devoção para a indústria do cinema e seus esforços filantrópicos.
Lesser recebeu o The Jean Hersholt Humanitarian Award, que é entregue na cerimônia do Oscar, em 1960. Ele também tem uma estrela na Calçada da Fama de Hollywood.
Após aposentar-se da produção cinematográfica, Lesser ganhou um M. Sc. em Film Education pela USC, aos 86 anos. Sua tese foi The Disciplined Procedural Model for Educating the Filmmaker at the Graduate Level (O modelo processual disciplinado para educar o cineasta no nível de pós-graduação). Ele tinha ensinado num seminário em produção cinematográfica nos últimos 8 anos, e continuou dando cursos de produção cinematográfica na USC, até que uma condição cardíaca o obrigou a reduzir suas atividades.
Lesser morreu em 1980, aos 90 anos de idade; sua esposa Fay morrera um ano antes, e deixaram dois filhos, Julian e Marjorie.

## Sol Lesser Productions
A Sol Lesser Productions atuou na produção cinematográfica sob vários nomes, entre eles Principal Pictures Corporation (mais usual), Thalia Productions Inc, Champion Productions Inc., Master Productions, Principal Artists Productions, Principal Productions, Atherton Productions Inc., Beverly Productions e Progressive Film Company.
Entre 1913 e 1958, a companhia de Lesser produziu 92 filmes, sendo que o primeiro foi Last Night of the Barbary Coast, em 1913 e o último Tarzan's Fight for Life, em 1958. Produziu cerca de 15 filmes sobre Tarzan, entre eles o seriado Tarzan the Fearless, em 1933. Outro seriado que produziu foi The Return of Chandu, com Bela Lugosi, em 1934.

## Tarzan
Em 1933 Lesser comprou os direitos para a tela do personagem de Edgar Rice Burroughs, Tarzan, o que resultou no seriado Tarzan the Fearless, com o então estreante Buster Crabbe, mas posteriormente Burroughs, decidindo fazer seus próprios filmes de Tarzan, recusou-se a renegociar com Lesser. A empresa cinematográfica de Burroughss foi de curta duração, e os direitos passaram então para a Metro-Goldwyn-Mayer.
Lesser não retomaria o personagem até 1943, quando a MGM cedeu os direitos à propriedade de Tarzan. Os novos filmes sobre o personagem foram produzidos para a RKO Pictures, estrelando o ator Johnny Weissmuller, e posteriormente Lex Barker e Gordon Scott, e Lesser se dedicou a estas aventuras na selva para o resto da sua carreira.

## Filmografia

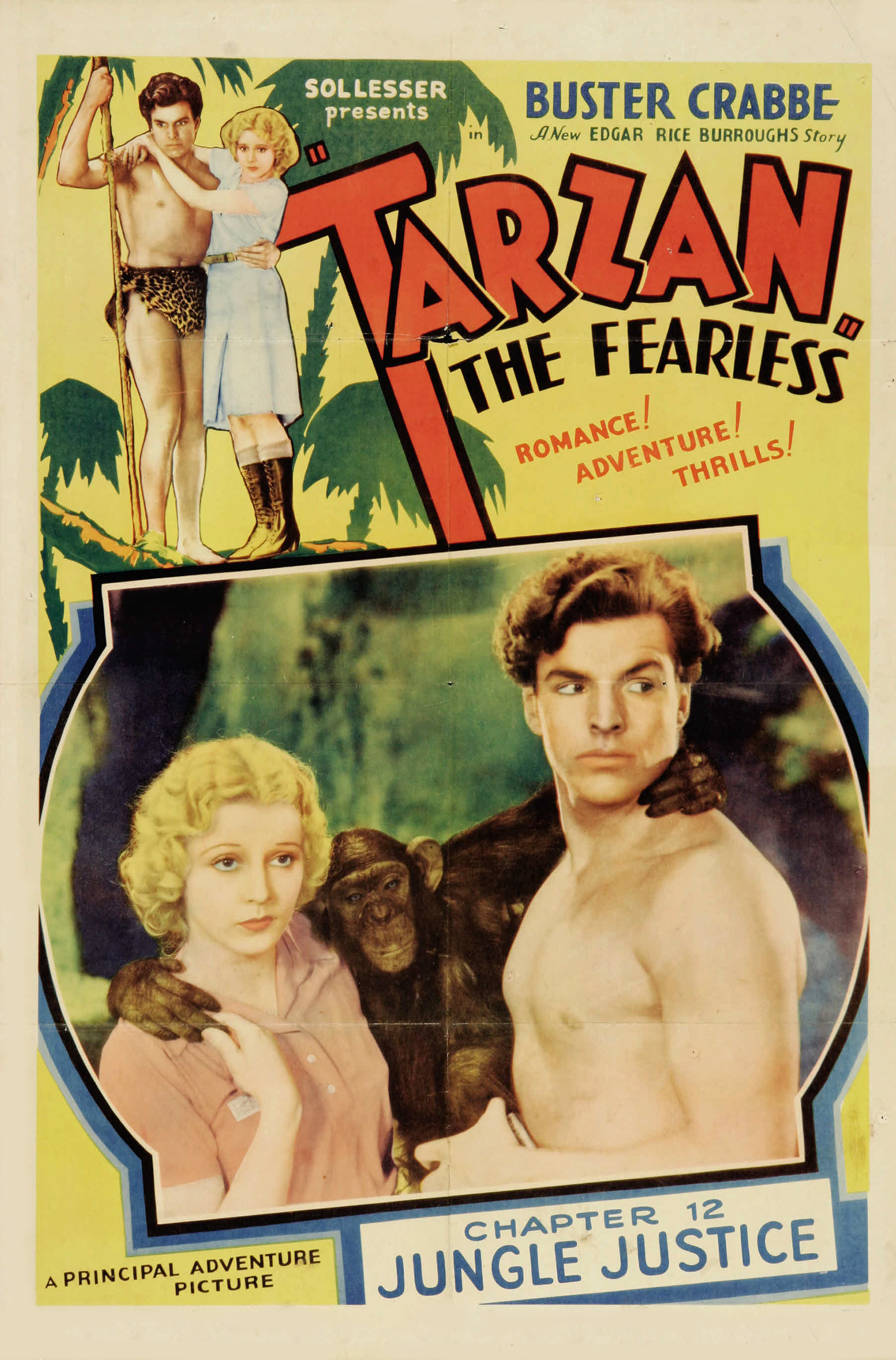
Poster do seriado Tarzan the Fearless, produção de Sol Lesser.

- Last Night of the Barbary Coast (1913), atualmente considerado um filme perdido.
- Oliver Twist (1922)
- The Mine with the Iron Door (1924)
- The Avenger (1931)
- Tarzan the Fearless  (1933, seriado)
- The Return of Chandu  (1934, seriado)
- Peck's Bad Boy (1934)
- Tarzan's Revenge (1938)
- Peck's Bad Boy with the Circus (1938)
- Breaking the Ice (1938)
- Way Down South (1939)
- Our Town (1940)
- The Tuttles of Tahiti (1942)
- Stage Door Canteen  (1943)
- Tarzan Triumphs  (1943)
- Tarzan's Desert Mystery (1943)
- Three Is a Family (1944)
- Tarzan and the Amazons (1945)
- The Red House (1947)
- Tarzan and the Huntress (1947)
- Tarzan and the Leopard Woman  (1948)
- Tarzan and the Mermaids (1948)
- Tarzan's Magic Fountain  (1949)
- Tarzan and the Slave Girl (1950)
- Tarzan's Peril (1951)
- Tarzan's Savage Fury (1952)
- Tarzan and the She-Devil (1953)
- Tarzan's Hidden Jungle  (1955)
- Tarzan and the Lost Safari (1957)
- Tarzan and the Trappers  (1958, TV piloto)
- Tarzan's Fight for Life  (1958)